# Escándalo de los sobornos de Lockheed

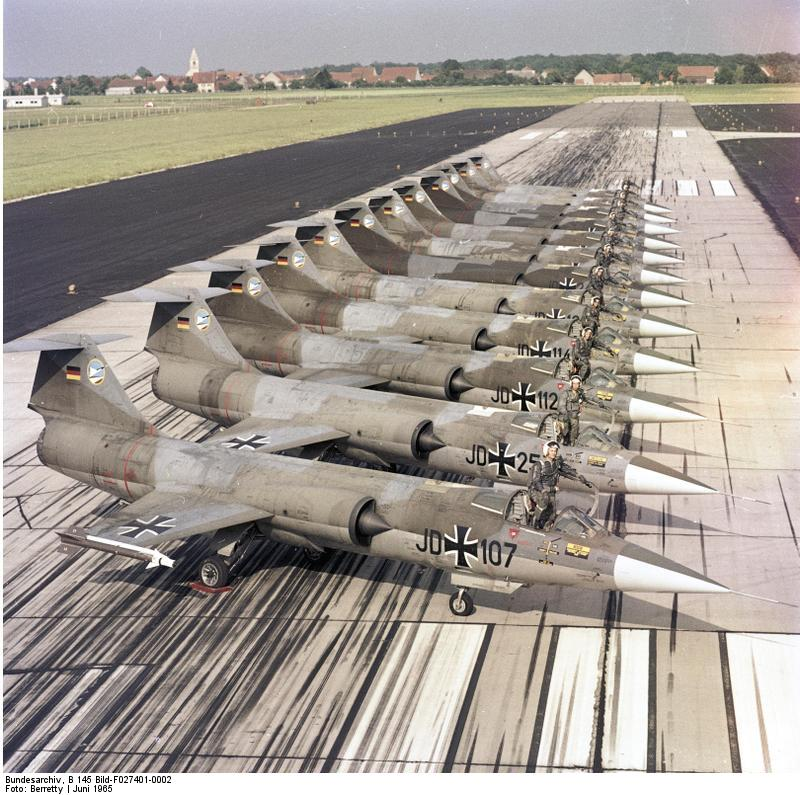
Un grupo de aviones de caza F-104 Starfighter de la Luftwaffe en 1965.

El escándalo de los sobornos de Lockheed, también conocido simplemente como «escándalo Lockheed», fue una serie de sobornos y contribuciones hechas por ejecutivos de la compañía aeroespacial estadounidense Lockheed desde finales de la década de 1950 hasta la década de 1970 con el fin de influir en el proceso de negociación de la venta de aviones a varios países.
Cuando gracias a las investigaciones y las confesiones de altos cargos de Lockheed se demostró que la compañía había entregado sobornos millonarios y otras gratificaciones a personalidades de numerosos países, se produjo una tormenta política considerable en Alemania Occidental, Italia, los Países Bajos y Japón. En Estados Unidos, el escándalo casi condujo a la caída de Lockheed, que en ese momento se enfrentaba a graves problemas financieros debido al fracaso comercial del Lockheed L-1011 TriStar.

## Trasfondo
En Estados Unidos, en el contexto de la Guerra Fría, a través de la Ley de Garantía de Préstamos de Emergencia de 1971, se creó la junta de Garantía de Préstamos de Emergencia para administrar préstamos privados con garantía federal de hasta 250 millones de dólares a Lockheed Corporation. El programa de garantía haría que el gobierno de los Estados Unidos asumiera la deuda privada de Lockheed si no cumplía con sus deudas. En 1975, Lockheed no entró en quiebra. En agosto de 1975, la junta investigó si Lockheed violó sus obligaciones al no informar a la junta sobre los pagos extranjeros realizados a Lockheed. El 14 de octubre de 1977, Lockheed y sus veinticuatro bancos prestamistas firmaron un acuerdo de crédito, que preveía una línea de crédito renovable de 100 millones de dólares, para reemplazar el compromiso de garantía del Gobierno; esto se utilizó para retirar 60 millones en deuda de Lockheed. La Junta de Garantía de Préstamos de Emergencia aprobó el nuevo acuerdo de crédito el 14 de octubre de 1977, mediante un acuerdo de terminación que cerró la Junta de Garantía de Préstamos de Emergencia del Gobierno después de la emisión de su informe final el 30 de septiembre de 1977. Honorarios pagados por Lockheed y sus bancos a la Junta por administrar el préstamo del programa, se obtuvieron unos 30 millones de dólares que se enviaron al Departamento del Tesoro de los Estados Unidos. Nunca se le dio dinero de los contribuyentes a Lockheed.
A finales de 1975 y principios de 1976, un subcomité del Senado de los Estados Unidos dirigido por el senador Frank Church concluyó que los miembros de la junta de Lockheed habían pagado sobornos a altos cargos de gobiernos aliados para garantizarse contratos de aviones militares. En 1976, se reveló públicamente que Lockheed había pagado 22 millones de dólares en sobornos a funcionarios extranjeros en el proceso de negociación de la venta de aviones, incluyendo las negociaciones para la adquisición de más de 900 cazas F-104 Starfighter por Alemania Occidental, el llamado Contrato del siglo.

## Alemania
El exdirectivo de Lockheed, Ernest Hauser, dijo a los investigadores del Senado que el ministro de Defensa de Alemania Occidental, Franz Josef Strauss, y su partido habían recibido al menos 10 millones de dólares por la compra de novecientos F-104G Starfighters en 1961. El partido y su líder negaron las acusaciones y Strauss presentó una demanda de calumnia contra Hauser.
En septiembre de 1976, en la fase final de las elecciones federales de Alemania Occidental, la controversia se reabrió cuando se hicieron preguntas sobre el paradero de los documentos Lockheed dentro del Ministerio Federal de Defensa. Fuentes anónimas también distribuyeron varios documentos, posiblemente falsificados, a los medios. Según uno de estos documentos, el miembro del Bundestag alemán y su consejero de defensa Manfred Wörner aceptaron una invitación de Lockheed para visitar sus plantas de aviones en los Estados Unidos con el pago íntegro del viaje por Lockheed. En el curso de las investigaciones, se supo que la mayoría de los documentos relacionados con la compra del Starfighter habían sido destruidos en 1962. El paradero de los documentos se discutió nuevamente en una reunión del comité de investigación del Bundestag entre enero de 1978 y mayo de 1979. Una investigación de los documentos de Lockheed por parte de los EE. UU. reveló que el viaje de Wörner había sido financiado por el Bundestag alemán y estaba relacionado con un vuelo de prueba con el Lockheed S-3 Viking.
Según el Departamento de Estado, Lockheed solo pagó una parte de los gastos del viaje a la secretaria de Wörner y el de vuelo del propio Wörner de Estados Unidos a Alemania: 

Wörner iba acompañado de su secretaria y Lockheed pagó una parte de sus gastos. Además, Wörner perdió su billete de avión para regresar a Alemania, pagado por su gobierno, y Lockheed lo acomodó al darle otro billete.

## Japón

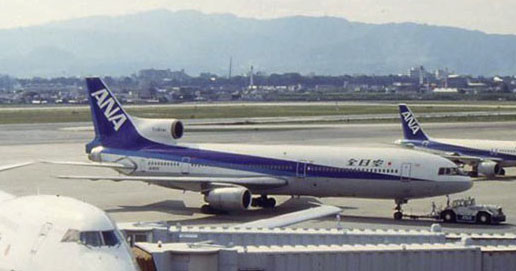
Un Lockheed L-1011 TriStar de All Nippon Airways

El escándalo involucró a la Corporación Marubeni y a varios miembros de alto rango de los círculos políticos, comerciales y de la mafia japonesa, incluido el ministro de Finanzas Eisaku Satō y el general de las fuerzas aéreas, Minoru Genda. 
En 1957, la Fuerza Aérea de Autodefensa de Japón deseaba comprar el Grumman F11F-1F Super Tiger para reemplazar al F-86 Sabre, aún en servicio. Sin embargo, los sobornos y presiones a políticos clave del Partido Liberal Democrático –la fuerza política que gobernaba Japón– por parte de Lockheed llevó finalmente a la adquisición del F-104.
Más tarde, Lockheed contrató a la figura del hampa Yoshio Kodama como consultor para influir en las aerolíneas estatales japonesas, incluida All Nippon Airways (ANA), para que comprasen el Lockheed L-1011 TriStar en lugar del McDonnell Douglas DC-10. El 6 de febrero de 1976, el vicepresidente de Lockheed le dijo al subcomité del Senado que Lockheed había pagado aproximadamente 3 millones de dólares en sobornos a la oficina del primer ministro japonés, Kakuei Tanaka, para que ayudase en el asunto.
En marzo de 1976, como forma de protestar contra el escándalo, el actor porno Mitsuyasu Maeno realizó un ataque suicida contra la casa de Kodama en Tokio al estrellarse con una avioneta. Maeno murió, dos criados resultaron heridos y Kodama resultó ileso.
Finalmente Lockheed consiguió el contrato con ANA tras pagar 2400 millones de yenes. De esos desembolsos, el primer ministro japonés recibió unos 500 millones en total. Altos cargos de ANA recibieron 160 millones de yenes y Kodama unos 1700 millones. El 30 de octubre de 1972, ANA anunció su decisión de comprar 21 Lockheed L-1011 TriStar, con un coste aproximado de cinco millones de dólares por unidad, a pesar de que previamente ya había anunciado su intención de adquirir el DC-10.
Tanaka fue arrestado el 27 de julio de 1976 y puesto en libertad en agosto de ese mismo año con una fianza de 200 millones de yenes (690.000 dólares de la época). Fue declarado culpable por un tribunal de Tokio el 12 de octubre de 1983, por la violación de las leyes de control de divisas, pero no por cohecho, un delito que implicaba penas mucho mayores. Aunque fue condenado a cuatro años de cárcel nunca ingresó en prisión y permaneció en libertad hasta su muerte en 1993.

## Países Bajos
Bernardo de Lippe-Biesterfeld recibió un soborno de más de un millón de dólares por parte de Lockheed para garantizar que el Lockheed F-104 ganara al Mirage 5 en el concurso para la compra de nuevos aviones. El príncipe Bernardo había formado parte de más de 300 juntas o comités corporativos en todo el mundo, era muy popular y había recibido muchos elogios en los Países Bajos por sus esfuerzos para promover el bienestar económico en su país.
El primer ministro, Joop den Uyl, ordenó una investigación sobre el asunto, pero el príncipe Bernardo se negó a responder a las preguntas de los periodistas al declarar: «estoy por encima de esas cosas». Las conclusiones de la investigación provocaron una crisis constitucional en la que la reina Juliana amenazó con abdicar si Bernardo era procesado. Bernardo finalmente se salvó, pero tuvo que dimitir de varios puestos públicos y se le prohibió volver a vestir sus uniformes militares.
Aunque el príncipe Bernardo siempre negó las acusaciones de soborno, después de su muerte, acaecida el 1 de diciembre de 2004, se publicaron entrevistas donde admitía haber recibido dinero. En una de ellas dijo: «he aceptado que la palabra Lockheed quedará grabada en mi lápida».

## Italia
La rama italiana del escándalo Lockheed implicó el soborno de políticos demócratas cristianos y socialistas para favorecer la compra por la Fuerza Aérea Italiana de aviones de transporte Lockheed C-130 Hercules. Las denuncias de soborno fueron respaldadas por la revista política L'Espresso, y se dirigieron a los exministros del gabinete Luigi Gui y Mario Tanassi, el ex primer ministro Mariano Rumor y el entonces presidente Giovanni Leone, obligándolo a dimitir de su cargo el 15 de junio de 1978.

## Arabia Saudí
Entre 1970 y 1975, Lockheed pagó al empresario y traficante de armas saudí, Adnan Khashoggi, unos 106 millones de dólares en comisiones. Sus comisiones empezaron en el 2,5% del valor de las transacciones, pero eventualmente fueron aumentando hasta el 15%. Según Max Helzel, por entonces vicepresidente de marketing internacional de Lockheed, «Khashoggi se convirtió a todos los efectos prácticos en un brazo de Lockheed. Adnan proporcionaba no solo acceso, sino estrategias, análisis y asesoramiento constante».

## Consecuencias en Estados Unidos
El presidente de la junta directiva de Lockheed, Daniel Haughton, y su vicepresidente ejecutivo Carl Kotchian dimitieron de sus cargos el 13 de febrero de 1976. El escándalo influyó en la aprobación de la Foreign Corrupt Practices Act que el presidente Jimmy Carter promulgó el 19 de diciembre de 1977, que ilegalizó los sobornos entregados por ciudadanos y compañías estadounidenses a funcionarios de gobiernos extranjeros.
Ben Rich, segundo director de Skunk Works de Lockheed, diría sobre el escándalo que:

Los ejecutivos de Lockheed admitieron haber pagado millones en sobornos durante más de una década a los holandeses —en particular al príncipe Bernardo, esposo de la reina Juliana, a políticos clave de Japón y Alemania Occidental, a funcionarios y generales italianos y a otras figuras de alto rango desde Hong Kong hasta Arabia Saudí, con el fin de que comprasen nuestros aviones. Kelly se puso tan enfermo por estas revelaciones que a punto estuvo de abandonar, a pesar de que la alta dirección de Lockheed implicada en el escándalo dimitió en desgracia.